# بروایه
بروایه بیت علی (بیت اعبید الگزار)، روستایی از توابع بخش مرکزی شهرستان اهواز در استان خوزستان ایران است.

## جمعیت
این روستا در دهستان الهایی قرار دارد و براساس سرشماری مرکز آمار ایران در سال ۱۳۹۵، جمعیت آن ۴۷۶نفر (۱۱۷خانوار) بوده‌است.